# 4-吡啶基烟酰胺
4-吡啶基烟酰胺（缩写4-PNA，也称为 N-(pyridin-4-yl)nicotinamide）是一种有机化合物，分子式C11H9N3O，属于双足双吡啶有机配体。